# Boulevard Dëshmorët e Kombit
Boulevard Dëshmorët e Kombit (in italiano: viale dei Martiri della Nazione) è una delle strade più grandi e importanti di Tirana.
Ha origine dalla piazza Scanderbeg, centro della città, e termina nella piazza Madre Teresa. Lungo questo viale si trovano molti edifici istituzionali, tra cui il Palazzo Presidenziale, l'Ufficio del Primo Ministro, il Palazzo dei Congressi e l'Università di Tirana.

## Storia
Il viale è stato inizialmente progettato da Armando Brasini nel 1925 e successivamente modificato da Florestano Di Fausto, per esser poi realizzato dall'architetto italiano Gherardo Bosio e costruito dal 1939 al 1941, durante l'occupazione italiana dell'Albania.
L'ampia arteria fu inizialmente intitolata al re Zog e, dopo l'invasione italiana del 1939, con la costruzione da parte degli italiani della piazza Vittorio Emanuele III fu ribattezzata Viale dell'Impero. Durante l'era comunista, vi si svolgevano regolarmente importanti parate, tra cui quella del Giorno della Liberazione e la Festa dei lavoratori.